# Hochschule Biberach

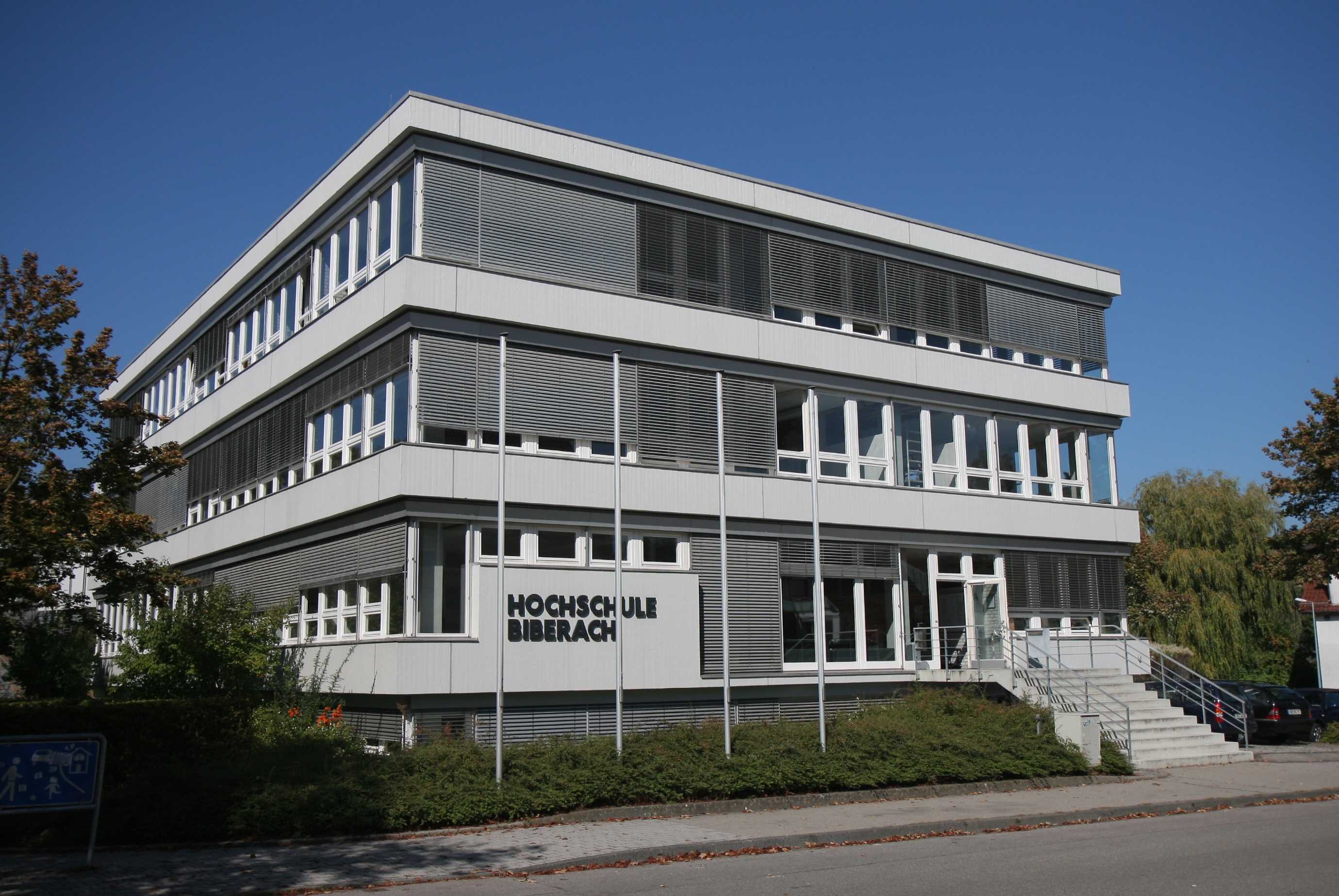
Hochschule Biberach, Verwaltungsgebäude A am Campus Stadt

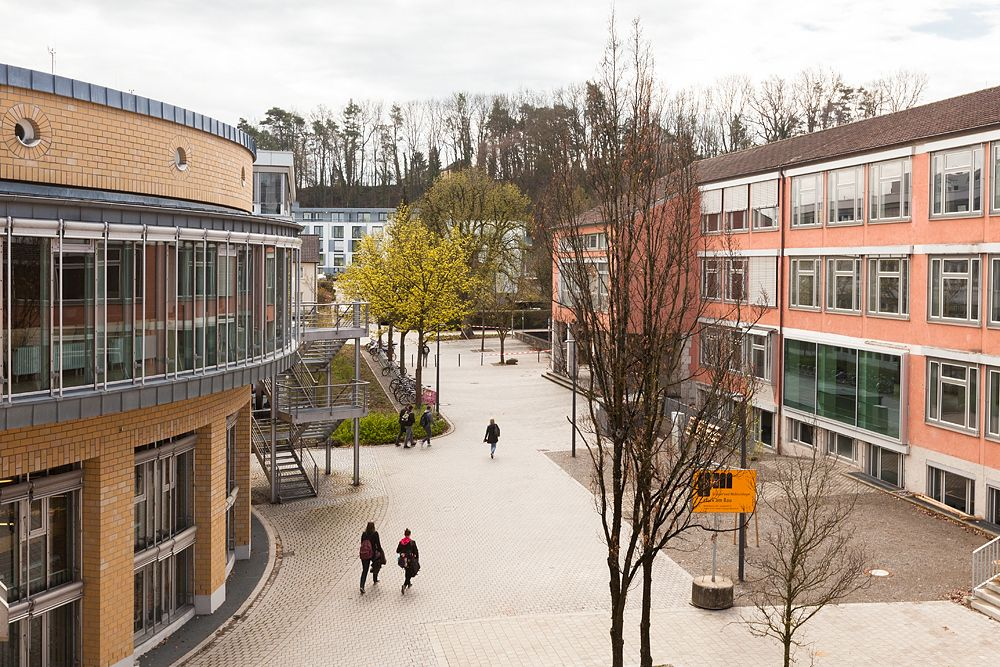
Innenstadt-Campus

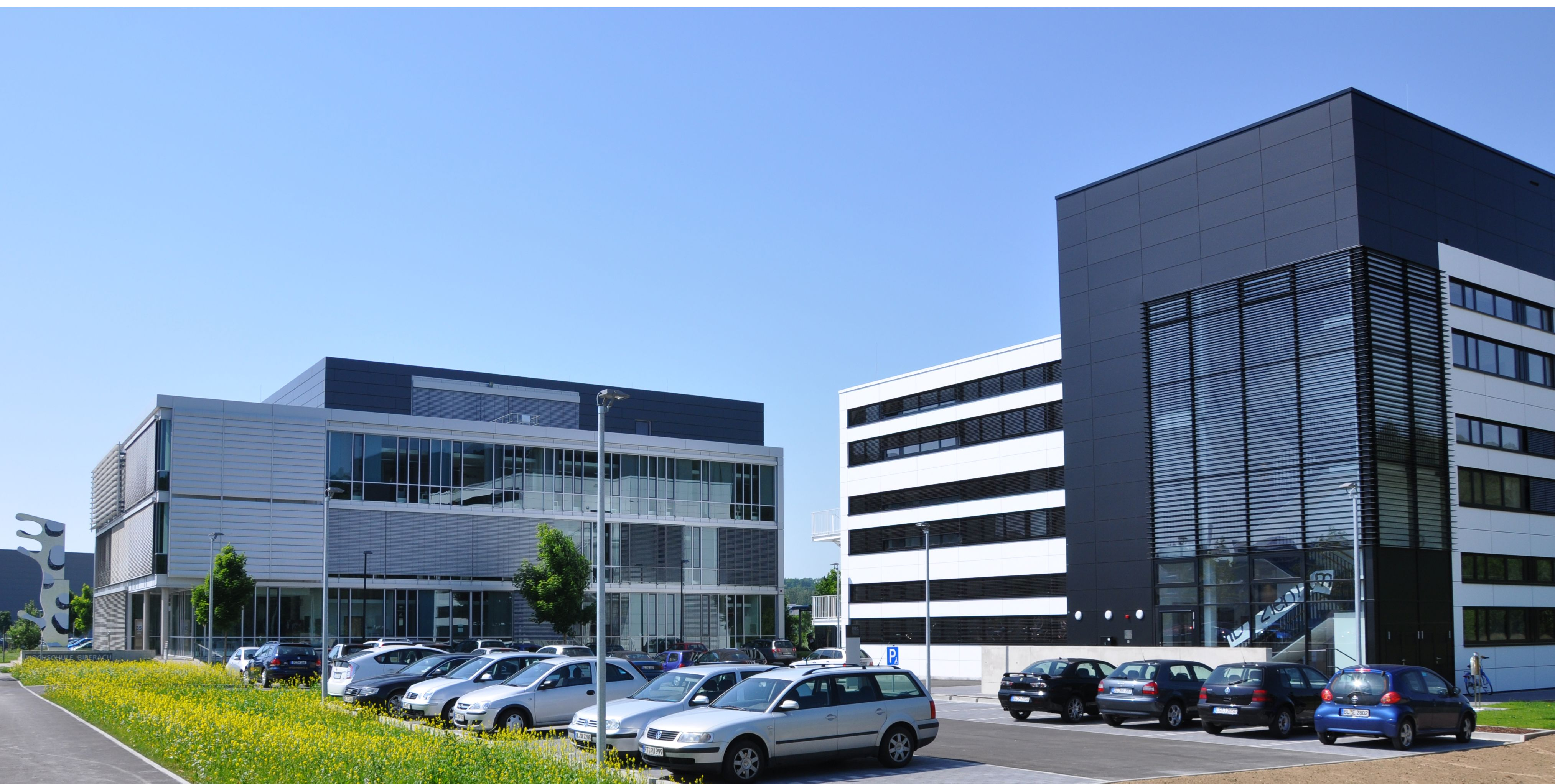
Gebäude der Fakultät Biotechnologie am Campus Aspach

Die Hochschule Biberach (HBC, bis 2005: Fachhochschule Biberach) ist eine staatliche Hochschule für angewandte Wissenschaften in Biberach an der Riß in Baden-Württemberg. Ihre Schwerpunkte in Lehre und Forschung liegen auf den Gebieten Bauwesen, Energie, Betriebswirtschaft und Biotechnologie. Sie ist Gründungsmitglied im 2022 errichteten Promotionsverband der Hochschulen für angewandte Wissenschaften Baden-Württemberg.

## Geschichte
Die Hochschule wurde 1964 als staatliche Ingenieurschule für Bauwesen gegründet und 1971 zur Fachhochschule erhoben. Sie bot anfangs die Studiengänge Architektur und Bauingenieurwesen an, 1978 folgte der Studiengang Betriebswirtschaft mit dem Schwerpunkt Bau und Immobilien, der in dieser Form erstmals in Deutschland angeboten wurde. 1991 wurde der Studiengang Bauingenieurwesen/Projektmanagement eingeführt, 1998 folgte der Studiengang „Gebäudetechnik/Gebäudeklimatik“ (seit 2014/15: Energie-Ingenieurwesen).
Zum Wintersemester 2006/2007 wurde mit dem Bachelor-Studiengang „Pharmazeutische Biotechnologie“ ein neuer fachlicher Schwerpunkt begründet. Er umfasst inzwischen zwei weitere Studiengänge: Industrielle Biotechnologie und Biopharmazeutisch-Medizintechnische Wissenschaften.
2015 wurde der Gebäudekomplex der früheren Dollinger-Realschule nach einjährigem Umbau als neuer zentraler Hochschulcampus eingeweiht. Zuvor war die Hochschule auf mehrere Standorte im Stadtgebiet verteilt.
Zusammen mit der Universität Ulm und den Hochschulen Ulm und Neu-Ulm bildet die Hochschule Biberach seit 2017 den Hochschulverbund „InnoSÜD“. Der Verbund wird von Bund und Ländern im Rahmen des Programms „Innovative Hochschule“ bis 2022 mit insgesamt 15 Millionen Euro gefördert.

## Fakultäten und Einrichtungen
Die Hochschule gliedert sich in vier Fakultäten (Architektur und Energie-Ingenieurwesen, Bauingenieurwesen und Projektmanagement, Betriebswirtschaft, Biotechnologie), die auf zwei Standorte verteilt sind. Die meisten Einrichtungen befinden sich seit 2015 auf dem zentralen Campus in der Biberacher Innenstadt, die Fakultät Biotechnologie ist auf dem Campus Aspach am nördlichen Stadtrand angesiedelt.
Die Forschungsaktivitäten der HBC sind in derzeit sieben Fachinstituten gebündelt. Zur Stärkung des Technologietransfers entsteht derzeit ein regionales Innovations- und Technologietransferzentrum ITZ Plus, in dem Forschungsmöglichkeiten für Start-up-Unternehmen und interessierte Bürger bereitgestellt werden. Träger des ITZ ist die Stadt Biberach in Kooperation mit der Hochschule, dem Landkreis Biberach sowie der Industrie- und Handelskammer Ulm; gefördert wird es aus Mitteln des EU-Förderprogramms „RegioWin“.
Im Dezember 2020 wurde neben dem Innovations- und Technologietransferzentrum PLUS (ITZ +) eine weitere Einrichtung für die Region Biberach beantragt, das Transferzentrum Industrielle Bioökonomie (TIB). Mit der Schaffung dieser Innovationsinfrastruktur soll ein Zentrum zur Bereitstellung, Entwicklung und Nutzung von bioökonomischem Knowhow entstehen. Einerseits über Technologietransferprojekte und andererseits über Prototypenentwicklungen durch KMUs. Die Hochschule Biberach versteht sich als transformative Hochschule und schlägt diesen Weg über die Bioökonomie als neuen Entwicklungspfad ein. Zunächst sind Vorhaben im Bereich Bau-Bioökonomie geplant
Bereits seit 1983 besteht die Akademie der Hochschule Biberach (bis 2011: Bauakademie Biberach) als gemeinnützige Stiftung und Weiterbildungseinrichtung. Neben Fortbildungen und Seminaren für Berufstätige (ca. 1500 Teilnehmer im Jahr) bietet die Akademie mehrere berufsbegleitende und kostenpflichtige Aufbaustudiengänge an.
Ebenfalls berufsbegleitende Studiengänge entwickelt das Institut für Bildungstransfer (IBiT). Die Themenbereiche des Instituts umfassen die Entwicklung und Betreuung von berufsbegleitenden Weiterbildungsstudiengängen sowie fächerübergreifende Themen wie die Orientierung und Begleitung in der Studieneingangsphase durch passgenaue Formate.
In Kooperation mit verschiedenen Universitäten werden an der Hochschule Biberach auch Promotionen betreut. An der Universität Ulm und der Hochschule Biberach war zwischen 2011 und 2018 ein vom Land gefördertes kooperatives Promotionskolleg „Pharmazeutische Biotechnologie“ mit 12 Promotionsstipendien eingerichtet.

## Studiengänge
Bachelor- und Masterstudiengänge
- Architektur (B / M)
- Bauingenieurwesen (B / M)
- Projektmanagement/Bauingenieurwesen (B)
- Projektmanagement Bau (M)
- Holzbau-Projektmanagement (B)
- Engineering Management (M) binationaler Studiengang in Kooperation mit Argentinien
- Betriebswirtschaftslehre mit verschiedenen Schwerpunkten: Bau und Immobilien, Energie und Klimaschutz, Wirtschaftsrecht und Unternehmensführung (B)
- Betriebswirtschaft mit den Vertiefungsrichtungen Bau und Immobilien oder Energiewirtschaft (M)
- Energie-Ingenieurwesen (B) / Energie- und Gebäudesysteme (M)
- Industrielle Biotechnologie (B / M)
- Pharmazeutische Biotechnologie (B / M)

Duale und kooperative Studienmodelle (Bachelor + Berufsausbildung)
- Baubetriebswirt Plus (inkl. Ausbildung zum Bürokaufmann/-frau oder Kaufmann/-frau für Büromanagement)
- Bauingenieur Plus (inkl. Ausbildung in einem Bauberuf)
- Projektmanagement Holzbau / Bauingenieurwesen (inkl. Ausbildung zum Zimmerermeister)
- Technische Gebäudeausrüstung / Energie-Ingenieurwesen (inkl. Ausbildung zum Anlagenmechaniker SHK)

Berufsbegleitende Studiengänge
- MBA Internationales Immobilienmanagement
- MBA Unternehmensführung (Bau)
- Master Gebäudeautomation – in Kooperation mit der Fachhochschule Münster
- Biopharmazeutisch-Medizintechnische Wissenschaften (M.Sc.) – ab WS 18/19, einzelne Module können bereits im Kontaktstudium wahrgenommen werden[22]
- Wirtschaftsrecht (Bau und Immobilien) (LL.B. / LL.M) – ab SS 2018

## Partnerhochschulen
Die Hochschule Biberach unterhält derzeit 39 Hochschulpartnerschaften in 25 Ländern. Hervorzuheben sind unter anderem der binationale Master-Studiengang Engineering Management, der seit 2012 in Kooperation mit der Universidad Nacional de Tucumán in Argentinien angeboten und vom Deutsch-Argentinischen Hochschulzentrum gefördert wird.
Seit Sommersemester 2017 haben die Studierenden aller Studienfächer die Möglichkeit, im Rahmen des Studienmodells „Bachelor International“ jeweils ein Studien- und Praxissemester im Ausland zu verbringen und damit sowohl theoretische als auch praktische Erfahrungen im internationalen Umfeld zu sammeln.

## Persönlichkeiten
- Benedikt Bosch (* 1980), Architekt und Hochschullehrer (2021–)
- Gerhard Bosch (* 1955), Architekt und Hochschullehrer (1998–2021)
- Wolfgang Brune (* 1963), Architekt und Hochschullehrer (2016–)
- Tommaso Fantini (* 1992), Architekt und Gastprofessor (2023)
- Horst Fissenewert (1940–2009), deutscher Rektor und Senator
- Matthias Loebermann (* 1964), Architekt, Maler und Hochschullehrer (2002–) und ehemaliger Dekan (2008–2013)
- Ute Margarete Meyer (* 1963), Architektin und Hochschullehrerin (201)
- Maximilian Rimmel (* 19??), Architekt und Hochschullehrer (2013–)
- Armando Ruinelli (* 1954), Architekt und Gastprofessor (2008)
- Alberto Rossi (* 1992), Architekt und Gastprofessor (2023)
- Felix Schürmann (* 1959), Architekt und Hochschullehrer (2007–)
- Andreas Theilig (* 1951), Architekt und Hochschullehrer (1987–2017)
- Rainer Weitschies (* 1965), Architekt und Hochschullehrer (2019–)
- Harald Schwaetzer (* 1967), Prof. für Philosophie
- Ludwig Zitzelsberger (* 19??), Architekt, Gast- (2022–23) und Vertretungsprofessor (2023–24)